# Grout
Grout (of voeg) is een mengsel van cement, water en eventueel ook gemengd met toeslagmateriaal en hulpstoffen.
Door grout in de bodem te spuiten en met de grond te vermengen ontstaan er groutkolommen die een matige sterkte hebben. Als men meerdere groutkolommen naast elkaar plaatst, ontstaan er volledige muren in de grond, die de wanden van een bouwput kunnen vormen of die grondwaterstroming kan voorkomen (in geval van bodemverontreiniging).
Andere grond- en waterkerende constructies zijn bijvoorbeeld jetgrouten en diepwand.
Grout wordt ook gebruikt om de staalkabels in voorgespannen beton te verankeren.